# N-亚硝基-N-苯基羟胺
N-亚硝基-N-苯基羟胺是一种有毒的有机化合物，化学式为C6H6N2O2。它可由苯肼盐酸盐和亚硝酸钠在冰水中反应得到。其水溶液和氯化铁反应，产生深紫色后褪色，并沉淀出叠氮苯。它在接触硫酸或硝酸时可能爆炸。它和二(环辛二烯)铱反应，可以取代其中的一个环辛二烯配体，形成新的配合物。